# تی‌ای‌ام – ترنسپورته آئرئو میلیتار
تی‌ای‌ام – ترنسپورته آئرئو میلیتار (به انگلیسی: TAM – Transporte Aéreo Militar) یک شرکت هواپیمایی است که در ۱۹۴۵ میلادی تأسیس شده‌است. دفتر مرکزی تی‌ای‌ام – ترنسپورته آئرئو میلیتار در لاپاز (بولیوی)، بولیوی واقع شده‌است و قطب این شرکت هواپیمایی در فرودگاه بین‌المللی ال آلتو قرار دارد و به ۴ مقصد، پرواز انجام می‌دهد.